# Ліу Мінгу
Ліу Мінгу (кит.: 刘明瑚; нар. 28 липня 1998, Бейхай, Гуансі-Чжуанський автономний район) — китайський борець вільного стилю, дворазовий срібний призер чемпіонатів Азії, учасник Олімпійських ігор.

## Життєпис
Боротьбою почав займатися з 2008 року в місцевій спортивній школі в Бейхаї. У 2018 році став бронзовим призером чемпіонату світу серед молоді. Наступного року на чемпіонаті Азії серед дорослих здобув срібну нагороду. У квітні 2021 року на Олімпійському кваліфікаційному турнірі в Алмати став другим, що дозволило йому вибороти ліцензію на участь в літніх Олімпійських іграх 2020 року в Токіо. На Олімпіаді поступився у першому ж поєдинку Гуломжону Абдуллаєву з Узбекистану (2:10) і вибув з турніру.
Виступає за спортивний клуб Гуансі-Чжуанського автономного району. Тренер — Лі Йхенжу (з 2009).
Закінчив Університет Цзянхань за фахом фізичне виховання.

## Спортивні результати на міжнародних змаганнях

### Виступи на Олімпіадах
| Змагання                    | Збірна | Вагова категорія          | Місце |
| --------------------------- | ------ | ------------------------- | ----- |
| Літні Олімпійські ігри 2020 | Китай  | вільна боротьба, до 57 кг | 12    |

### Виступи на Чемпіонатах світу
| Змагання                        | Збірна | Вагова категорія          | Місце |
| ------------------------------- | ------ | ------------------------- | ----- |
| Чемпіонат світу з боротьби 2016 | КНР    | вільна боротьба, до 61 кг | 17    |
| Чемпіонат світу з боротьби 2017 | КНР    | вільна боротьба, до 61 кг | 25    |
| Чемпіонат світу з боротьби 2018 | КНР    | вільна боротьба, до 57 кг | 17    |
| Чемпіонат світу з боротьби 2019 | КНР    | вільна боротьба, до 61 кг | 14    |
| Чемпіонат світу з боротьби 2022 | КНР    | вільна боротьба, до 61 кг | 22    |

### Виступи на Чемпіонатах Азії
| Змагання                       | Збірна | Вагова категорія          | Місце  |
| ------------------------------ | ------ | ------------------------- | ------ |
| Чемпіонат Азії з боротьби 2017 | КНР    | вільна боротьба, до 61 кг | 10     |
| Чемпіонат Азії з боротьби 2018 | КНР    | вільна боротьба, до 57 кг | 10     |
| Чемпіонат Азії з боротьби 2019 | КНР    | вільна боротьба, до 61 кг | Срібло |
| Чемпіонат Азії з боротьби 2023 | КНР    | вільна боротьба, до 61 кг | Срібло |

### Виступи на Азійських іграх
| Змагання           | Збірна | Вагова категорія          | Місце |
| ------------------ | ------ | ------------------------- | ----- |
| Азійські ігри 2018 | КНР    | вільна боротьба, до 57 кг | 5     |
| Азійські ігри 2022 | КНР    | вільна боротьба, до 57 кг | 5     |

### Виступи на інших змаганнях
| Змагання                                                     | Збірна | Вагова категорія          | Місце  |
| ------------------------------------------------------------ | ------ | ------------------------- | ------ |
| Cerro Pelado International 2017                              | КНР    | вільна боротьба, до 57 кг | Срібло |
| Гран-прі «Іван Яригін» 2018                                  | КНР    | вільна боротьба, до 57 кг | 8      |
| Турнір Г. Картозія і В. Балавадзе 2018                       | КНР    | вільна боротьба, до 57 кг | 9      |
| Гран-прі «Іван Яригін» 2019                                  | КНР    | вільна боротьба, до 61 кг | 7      |
| Турнір Дана Колова — Николи Петрова 2019                     | КНР    | вільна боротьба, до 57 кг | 13     |
| Меморіал Вацлава Циолковського 2019                          | КНР    | вільна боротьба, до 57 кг | 5      |
| Меморіал Маттео Пелліконе 2020                               | КНР    | вільна боротьба, до 57 кг | Бронза |
| Олімпійський кваліфікаційний турнір з боротьби 2020 (Алмати) | КНР    | вільна боротьба, до 57 кг | Срібло |
| Меморіал Іона Корнеану і Ладислава Сімона 2022               | КНР    | вільна боротьба, до 61 кг | Бронза |
| Відкритий чемпіонат Загреба з боротьби 2023                  | КНР    | вільна боротьба, до 57 кг | 13     |
| Турнір Ібрагіма Мустафи 2023                                 | КНР    | вільна боротьба, до 57 кг | 18     |

### Виступи на змаганнях молодших вікових груп
| Змагання                                      | Збірна | Вагова категорія          | Місце  |
| --------------------------------------------- | ------ | ------------------------- | ------ |
| Чемпіонат Азії з боротьби серед юніорів 2018  | КНР    | вільна боротьба, до 61 кг | 5      |
| Чемпіонат світу з боротьби серед юніорів 2018 | КНР    | вільна боротьба, до 61 кг | 9      |
| Чемпіонат світу з боротьби серед молоді 2018  | КНР    | вільна боротьба, до 61 кг | Бронза |
| Чемпіонат світу з боротьби серед молоді 2019  | КНР    | вільна боротьба, до 61 кг | 17     |